# Olympische Sommerspiele 1992/Leichtathletik
| Leichtathletik bei den XXV. Olympischen Spielen | Leichtathletik bei den XXV. Olympischen Spielen        |
| Olympische Ringe · Leichtathletik               | Olympische Ringe · Leichtathletik                      |
| Informationen                                   | Informationen                                          |
| ----------------------------------------------- | ------------------------------------------------------ |
| Datum:                                          | 31. Juli bis 9. August                                 |
| Wettkampfort:                                   | Barcelona                                              |
| Austragungsort:                                 | Olympiastadion Barcelona Estadi Olímpic Lluís Companys |
| Entscheidungen:                                 | Männer: 24/Frauen: 19                                  |
| ← Seoul 1988                                    | Atlanta 1996 →                                         |
| Olympische Ringe                                | Leichtathletik                                         |

| Logo der Olympischen Spiele 1992                       | Logo der Olympischen Spiele 1992                       | Logo der Olympischen Spiele 1992                       | Logo der Olympischen Spiele 1992                       | Logo der Olympischen Spiele 1992                       | Logo der Olympischen Spiele 1992                       |
| Olympische Spiele 1992 Medaillenspiegel Leichtathletik | Olympische Spiele 1992 Medaillenspiegel Leichtathletik | Olympische Spiele 1992 Medaillenspiegel Leichtathletik | Olympische Spiele 1992 Medaillenspiegel Leichtathletik | Olympische Spiele 1992 Medaillenspiegel Leichtathletik | Olympische Spiele 1992 Medaillenspiegel Leichtathletik |
| Platz                                                  | Mannschaft                                             | Goldmedaillen                                          | Silbermedaillen                                        | Bronzemedaillen                                        | Gesamt                                                 |
| ------------------------------------------------------ | ------------------------------------------------------ | ------------------------------------------------------ | ------------------------------------------------------ | ------------------------------------------------------ | ------------------------------------------------------ |
| 1                                                      | USA                                                    | 12                                                     | 8                                                      | 10                                                     | 30                                                     |
| 2                                                      | Vereintes Team                                         | 7                                                      | 11                                                     | 2                                                      | 20                                                     |
| 3                                                      | Deutschland                                            | 4                                                      | 1                                                      | 5                                                      | 10                                                     |
| 4                                                      | Kenia                                                  | 2                                                      | 4                                                      | 2                                                      | 8                                                      |
| 5                                                      | Kuba                                                   | 2                                                      | 1                                                      | 4                                                      | 7                                                      |
| 6                                                      | Spanien                                                | 2                                                      | 1                                                      | 1                                                      | 4                                                      |
| 7                                                      | Großbritannien                                         | 2                                                      | –                                                      | 4                                                      | 6                                                      |
| 8                                                      | Tschechoslowakei                                       | 2                                                      | –                                                      | –                                                      | 2                                                      |
| 9                                                      | Volksrepublik China                                    | 1                                                      | 1                                                      | 2                                                      | 4                                                      |
| 10                                                     | Kanada                                                 | 1                                                      | 1                                                      | 1                                                      | 3                                                      |
| 11                                                     | Marokko                                                | 1                                                      | 1                                                      | –                                                      | 2                                                      |
| 12                                                     | Äthiopien                                              | 1                                                      | –                                                      | 2                                                      | 3                                                      |
| 13                                                     | Algerien                                               | 1                                                      | –                                                      | –                                                      | 1                                                      |
| 13                                                     | Frankreich                                             | 1                                                      | –                                                      | –                                                      | 1                                                      |
| 13                                                     | Griechenland                                           | 1                                                      | –                                                      | –                                                      | 1                                                      |
| 13                                                     | Litauen                                                | 1                                                      | –                                                      | –                                                      | 1                                                      |
| 13                                                     | Niederlande                                            | 1                                                      | –                                                      | –                                                      | 1                                                      |
| 13                                                     | Südkorea                                               | 1                                                      | –                                                      | –                                                      | 1                                                      |
| 19                                                     | Jamaika                                                | –                                                      | 3                                                      | 1                                                      | 4                                                      |
| 20                                                     | Japan                                                  | –                                                      | 2                                                      | –                                                      | 2                                                      |
| 20                                                     | Namibia                                                | –                                                      | 2                                                      | –                                                      | 2                                                      |
| 22                                                     | Bulgarien                                              | –                                                      | 1                                                      | 1                                                      | 2                                                      |
| 22                                                     | Nigeria                                                | –                                                      | 1                                                      | 1                                                      | 2                                                      |
| 24                                                     | Finnland                                               | –                                                      | 1                                                      | –                                                      | 1                                                      |
| 24                                                     | Mexiko                                                 | –                                                      | 1                                                      | –                                                      | 1                                                      |
| 24                                                     | Rumänien                                               | –                                                      | 1                                                      | –                                                      | 1                                                      |
| 24                                                     | Schweden                                               | –                                                      | 1                                                      | –                                                      | 1                                                      |
| 24                                                     | Südafrika                                              | –                                                      | 1                                                      | –                                                      | 1                                                      |
| 29                                                     | Australien                                             | –                                                      | –                                                      | 1                                                      | 2                                                      |
| 29                                                     | Bahamas                                                | –                                                      | –                                                      | 1                                                      | 1                                                      |
| 29                                                     | Italien                                                | –                                                      | –                                                      | 1                                                      | 1                                                      |
| 29                                                     | Kolumbien                                              | –                                                      | –                                                      | 1                                                      | 1                                                      |
| 29                                                     | Neuseeland                                             | –                                                      | –                                                      | 1                                                      | 1                                                      |
| 29                                                     | Katar                                                  | –                                                      | –                                                      | 1                                                      | 1                                                      |

Bei den XXV. Olympischen Spielen 1992 in Barcelona fanden 43 Wettkämpfe in der Leichtathletik statt.

## Teilnehmer
Erstmals seit 1968 gab es bei Olympischen Spielen keine Teilnehmerboykotts.
Besondere Folgen hatte der Zerfall der Sowjetunion. Die baltischen Staaten Estland, Lettland und Litauen, die ihre Sportler vorher unter der Flagge der Sowjetunion zu den Spielen entsendet hatten, traten nach ihrer Anerkennung durch das IOC als eigenständige Nationen auf. Die anderen Staaten, die bisher Teil der UdSSR gewesen waren, starteten in Barcelona mit einem gemeinsamen Team unter der Bezeichnung „Vereintes Team“. Die Abkürzung lautete „EUN“, abgeleitet vom französischen Begriff „Equipe Unifiée“. Dieses Vereinte Team blieb allerdings eine einmalige Angelegenheit. Schon bei den nächsten Spielen in Atlanta traten die hier noch im Verbund startenden Nationen mit jeweils eigener Flagge und eigener Bezeichnung auf.
Auch der frühere Staat SFR Jugoslawien war in verschiedene Teilstaaten zerfallen, die ihre Sportler nun unter jeweils eigener Flagge entsendeten. Dabei handelte es sich um die Nationen Kroatien, Slowenien sowie Bosnien und Herzegowina. Das verbliebene Restjugoslawien wurde dagegen wegen des Balkankrieges ausgeschlossen. Allerdings durften ihre Sportler als „Independent Olympic Participants“, abgekürzt „IOP“, an den Spielen teilnehmen. Da Mazedonien kein eigenes NOK besaß, wurde es Sportlern aus diesem Land gestattet, in derselben Form in Barcelona zu starten wie Athleten aus Restjugoslawien. Darüber hinaus war auch Südafrika nach dem Ende der Apartheid in Barcelona wieder dabei.
Nach der deutschen Wiedervereinigung gab es eine gemeinsame deutsche Mannschaft, die unter der Bezeichnung „Deutschland“ – abgekürzt „GER“ für „Germany“ – antrat.

## Wettbewerbsorte

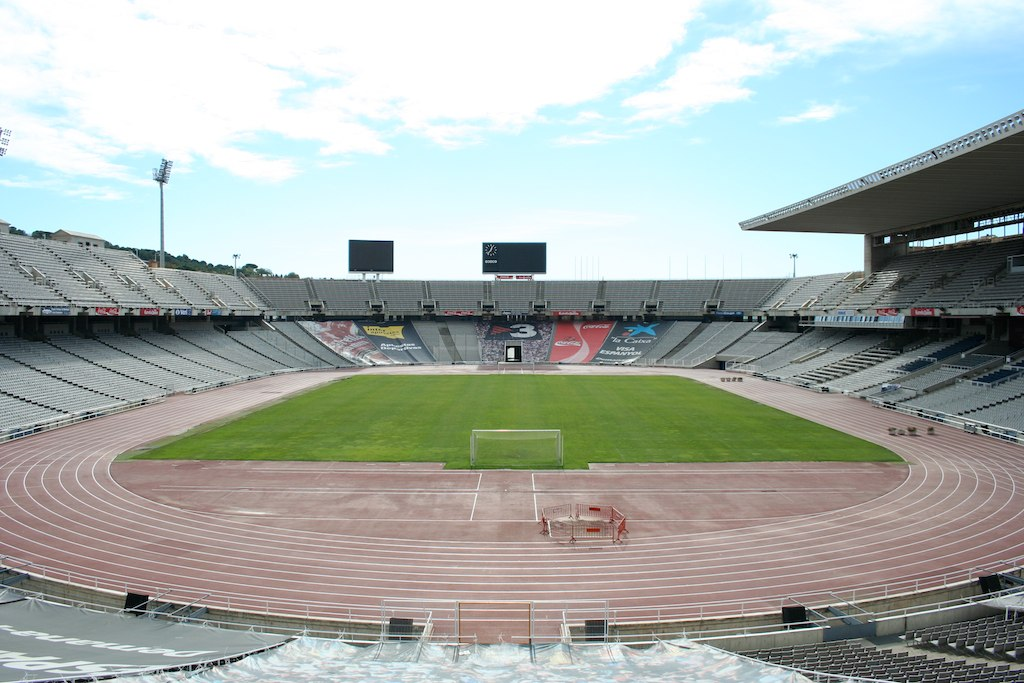
Das Olympiastadion von Barcelona im Jahr 2008

Die Bahnwettbewerbe und die technischen Disziplinen wurden im Olympiastadion Barcelona „Estadi Olímpic Lluís Companys“ ausgetragen. Die Geher hatten ihren Start und das Ziel gleichfalls im Stadion, gingen ihr Rennen jedoch größtenteils auf einem Rundkurs auf dem Olympiagelände. Die Marathonläufe starteten in Mataró, rund dreißig Kilometer nördlich von Barcelona. Der Kurs führte durch Badalona und anschließend quer durch Barcelona. Auf den letzten fünf Kilometern mussten die Läufer einen Höhenunterschied von neunzig Metern bewältigen, um das Ziel im Stadion auf dem Montjuïc zu erreichen.

## Stadion
Das Olympiastadion Barcelona „Estadi Olímpic Lluís Companys“ war ursprünglich für die Austragung der Olympischen Spiele 1936 auf dem Berg Montjuic, dem „Hausberg“ Barcelonas, erbaut worden. In Barcelona hatte man damals offensichtlich fest mit der Vergabe der Spiele in die katalanische Metropole gerechnet. Dieser Fall trat allerdings nicht ein, die 1936er Spiele fanden in Berlin statt. Als sportliches Großereignis wurden 1955 die Mittelmeerspiele in Barcelonas Olympiastadion ausgetragen. Anschließend hatte die Anlage zunächst keine besondere Bedeutung mehr. Das änderte sich nach der tatsächlichen Vergabe der Spiele nach Barcelona für das Jahr 1992. Nun fanden umfangreiche Renovierungs- und Umbauarbeiten statt, das Stadion wurde auf einen modernen Stand gebracht, der die Ansprüche des Sports in vollem Umfang erfüllte.

## Wettbewerbe
Im Wettbewerbsangebot gab es eine Erweiterung für die Frauen. Mit dem 10-km-Gehen wurde erstmals eine Disziplin aus dem Wettbewerbsbereich Gehen für Frauen ins olympische Programm aufgenommen. Das Frauengehen wurde in dieser Form nur dreimal ausgetragen. Von 2004 an wurde die Distanz an die kürzeste Streckenlänge für die Männer von 20 Kilometern angepasst. Im Vergleich zum Männerangebot fehlte für die Frauen noch ein zweiter Gehwettbewerb über eine längere Distanz – bei den Männern 50 Kilometer.
Das Angebot für Frauen näherte sich damit dem für Männer immer weiter an. Im Bereich Laufen fehlte nur noch der 3000-Meter-Hindernislauf, der allerdings noch bis einschließlich 2004 den Männern vorbehalten bleiben sollte. Der bisher alleine für Frauen angebotene 3000-Meter-Lauf wurde schon 1996 an die für Männer übliche Distanz von 5000 Metern angeglichen. Weitere Ergänzungen für die Zukunft in den Frauendisziplinen standen noch an im Bereich der Sprünge – 1996 kam der Dreisprung hinzu, 2000 der Stabhochsprung – und im Bereich Wurf – 2000 wurde der Hammerwurf ergänzt.

## Doping
Offiziell gab es vier Dopingfälle in der Leichtathletik bei diesen Spielen.
- Jud Logan, USA – Hammerwurf (zunächst Vierter). Er wurde nachträglich wegen der Einnahme von Clenbuterol disqualifiziert und in der Folge für vier Jahre gesperrt.[3]
- Madina Biktagirowa, Russland (für das Vereinte Team am Start) – Marathonlauf (zunächst Vierte)[4]
- Nijolė Medvedeva, Litauen – Weitsprung (zunächst Vierte)[5]
- Bonnie Dasse, USA – Kugelstoßen (als Siebte ihrer Gruppe in der Qualifikation ausgeschieden)[6]

Allerdings wäre es naiv, davon auszugehen, dass die Dopingproblematik sich damit erledigt hätte für die Spiele in Barcelona. Die Kontrollsysteme waren wenig ausgereift, wenig systematisch und wurde von Staat zu Staat unterschiedlich gehandhabt. Es herrschte Misstrauen der Athleten untereinander, einer verdächtigte den anderen, selbst unter der verschiedenen Trainingsgruppen innerhalb einer Nation gab es diese Stimmung.

## Sportliche Erfolge
Das Leistungsniveau bei diesen Olympischen Spielen war wie so oft zu Zeiten solcher Höhepunkte für die Sportler hoch. Eine Rekordflut, wie in der Vergangenheit bei solchen Veranstaltungen immer wieder erlebt, gab es allerdings nicht. In drei Disziplinen wurden drei Weltrekorde aufgestellt. In weiteren vier Disziplinen wurde der olympische Rekord fünfmal verbessert.
- Weltrekorde im Einzelnen:
  - 400-Meter-Hürdenlauf, Männer: 46,78 s – Kevin Young (USA), Finale
  - 4-mal-100-Meter-Staffel, Männer: 37,40 s – USA (Michael Marsh, Leroy Burrell, Dennis Mitchell, Carl Lewis), Finale
  - 4-mal-400-Meter-Staffel, Männer: 2:55,74 min – USA (Andrew Valmon, Quincy Watts, Michael Johnson, Steve Lewis), Finale
- Olympische Rekorde im Einzelnen:
  - 200-Meter-Lauf, Männer: 19,73 s – Michael Marsh (USA), Finale bei einem Gegenwind von 0,2 m/s
  - 400-Meter-Lauf, Männer: 43,71 s – Quincy Watts (USA), Halbfinale
  - 400-Meter-Lauf, Männer: 43,50 s – Quincy Watts (USA), Finale
  - Speerwurf, Männer: 89,66 m – Jan Železný (Tschechoslowakei), Finale
  - 10-km-Gehen, Frauen: 44,32 min – Chen Yueling (Volksrepublik China), Finale

Erfolgreichste Nation war mit zwölf Leichtathletikolympiasiegen und dreißig Medaillen insgesamt wieder einmal die USA. Die Leichtathleten des Vereinten Teams stellten zehn Olympiasieger und gewannen insgesamt zwanzig Medaillen. Dahinter folgte das wiedervereinigte Deutschland mit vier Goldmedaillen. Fünf Nationen errangen je zwei Goldmedaillen, dies waren Kenia mit acht Medaillen in der Summe, Kuba – in der Summe sieben Medaillen, Spanien – in der Summe vier Medaillen, Großbritannien – ohne Silber, aber vier Bronzemedaillen – und die Tschechoslowakei – ohne weiteren Medaillen. Für alle anderen Nationen gab es in der Leichtathletik höchstens eine Goldmedaille.
Bei den einzelnen Sportlern sind besonders folgende Leistungen zu nennen.
- Folgende Athleten hatten jeweils zwei Goldmedaillen zu verbuchen:
  - Carl Lewis (USA) – Weitsprung und 4-mal-100-Meter-Staffel. Den Weitsprung gewann er zum dritten Mal in Serie, ein viertes Mal sollte vier Jahre später in Atlanta noch folgen.
  - Gwen Torrence (USA) – 200-Meter-Lauf und 4-mal-100-Meter-Staffel
  - Michael Marsh (USA) – 200-Meter-Lauf und 4-mal-100-Meter-Staffel
  - Quincy Watts (USA) – 400-Meter-Lauf und 4-mal-400-Meter-Staffel
- Herausragend waren darüber hinaus zwei Leistungen:
  - Jackie Joyner-Kersee (USA) wiederholte als erste Frau überhaupt ihren Olympiasieg in einem leichtathletischen Mehrkampf, hier dem Siebenkampf.
  - Kevin Young lief im 400-Meter-Hürdenlauf als erster und bis 2021 einziger Athlet schneller als 47 Sekunden. Er erzielte einen der drei Weltrekorde von Barcelona.

Folgende hier siegreiche Leichtathleten hatten bereits bei früher ausgetragenen Olympischen Spielen Goldmedaillen errungen:
- Carl Lewis (USA) – Wiederholung seiner Siege im Weitsprung von 1984 und 1988, Wiederholung seines Sieges mit der 4-mal-100-Meter-Staffel von 1984, darüber hinaus hatte er 1984 Gold im 200-Meter-Lauf erobert und war damit jetzt achtfacher Olympiasieger
- Evelyn Ashford (USA) – Wiederholung ihrer Siege mit der 4-mal-100-Meter-Staffel von 1984 und 1988, darüber hinaus 1984 Olympiasiegerin im 100-Meter-Lauf, damit jetzt vierfache Olympiasiegerin
- Jackie Joyner-Kersee (USA) – Wiederholung ihres Sieges im Siebenkampf von 1988, darüber hinaus 1988 Olympiasiegerin im Weitsprung, damit jetzt dreifache Olympiasiegerin
- Steve Lewis (USA) – Wiederholung seines Sieges mit der 4-mal-400-Meter-Staffel von 1988, darüber hinaus 1988 Olympiasieger im 400-Meter-Lauf, damit jetzt dreifacher Olympiasieger
- Olha Wladykina-Bryshina (Vereintes Team) – Wiederholung ihres Sieges mit der 4-mal-400-Meter-Staffel von 1988, darüber hinaus 1988 Olympiasiegerin im 400-Meter-Lauf, damit jetzt dreifache Olympiasiegerin
- Olga Nasarowa (Vereintes Team) – Wiederholung ihres Sieges mit der 4-mal-400-Meter-Staffel von 1988, damit jetzt zweifache Olympiasiegerin
- Ljudmyla Dschyhalowa (Vereintes Team) – Wiederholung ihres Sieges mit der 4-mal-400-Meter-Staffel von 1988, damit jetzt zweifache Olympiasiegerin

## Resultate Männer

### 100 m

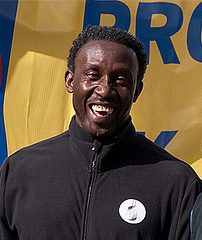
Olympiasieger Linford Christie im Jahre 2009

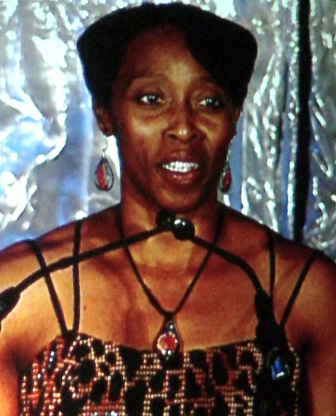
Gail Devers (Foto: 2011) – hauchdünner Sieg in einem äußerst engen Finale

| Platz | Athlet           | Land | Zeit (s) |
| ----- | ---------------- | ---- | -------- |
| 1     | Linford Christie | GBR  | 09,96    |
| 2     | Frank Fredericks | NAM  | 10,02    |
| 3     | Dennis Mitchell  | USA  | 10,04    |
| 4     | Bruny Surin      | CAN  | 10,09    |
| 5     | Leroy Burrell    | USA  | 10,10    |
| 6     | Olapade Adeniken | NGR  | 10,12    |
| 7     | Raymond Stewart  | JAM  | 10,22    |
| 8     | Davidson Ezinwa  | NGR  | 10,26    |

Finale: 1. August, 19:45 Uhr
Wind: +0,5 m/s

### 200 m
| Platz | Athlet           | Land | Zeit (s) |
| ----- | ---------------- | ---- | -------- |
| 1     | Michael Marsh    | USA  | 20,01    |
| 2     | Frank Fredericks | NAM  | 20,13    |
| 3     | Michael Bates    | USA  | 20,38    |
| 4     | Robson da Silva  | BRA  | 20,45    |
| 5     | Olapade Adeniken | NGR  | 20,50    |
| 6     | John Regis       | GBR  | 20,55    |
| 7     | Oluyemi Kayode   | NGR  | 20,67    |
| 8     | Marcus Adam      | GBR  | 20,80    |

Finale: 5. August, 18:40 Uhr
Wind: −1,0 m/s
Im Halbfinale hatte Michael Marsh mit besseren Windbedingungen als im Finale den olympischen Rekord auf 19,73 s verbessert.

### 400 m
| Platz | Athlet                | Land | Zeit (s) |
| ----- | --------------------- | ---- | -------- |
| 1     | Quincy Watts          | USA  | 43,50 OR |
| 2     | Steve Lewis           | USA  | 44,21000 |
| 3     | Samson Kitur          | KEN  | 44,24000 |
| 4     | Ian Morris            | TRI  | 44,25000 |
| 5     | Roberto Hernández     | CUB  | 44,52000 |
| 6     | David Grindley        | GBR  | 44,75000 |
| 7     | Ibrahim Ismail Muftah | QAT  | 45,10000 |
| 8     | Susumu Takano         | JPN  | 45,18000 |

Finale: 5. August, 20:35 Uhr

### 800 m
| Platz | Athlet            | Land | Zeit (min) |
| ----- | ----------------- | ---- | ---------- |
| 1     | William Tanui     | KEN  | 1:43,66    |
| 2     | Nixon Kiprotich   | KEN  | 1:43,70    |
| 3     | Johnny Gray       | USA  | 1:43,97    |
| 4     | José Luíz Barbosa | BRA  | 1:45,06    |
| 5     | Andrea Benvenuti  | ITA  | 1:45,23    |
| 6     | Curtis Robb       | GBR  | 1:45,57    |
| 7     | Reda Abdenouz     | ALG  | 1:48,34    |
| DNF   | Mark Everett      | USA  |            |

Finale: 5. August, 21:05 Uhr

### 1500 m

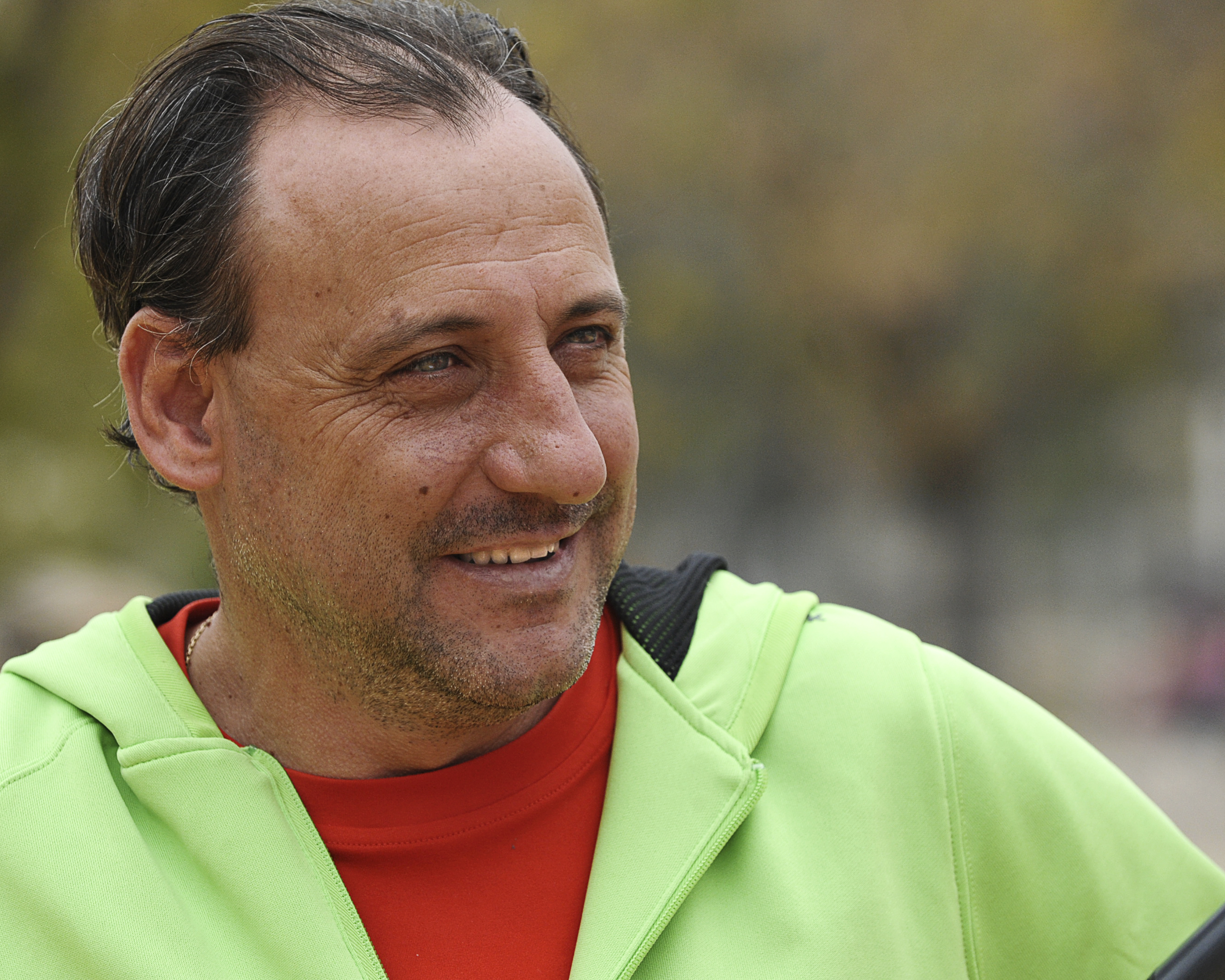
Überraschungsolympiasieger Fermín Cacho (Foto: 2011)

| Platz | Athlet             | Land | Zeit (min) |
| ----- | ------------------ | ---- | ---------- |
| 1     | Fermín Cacho       | ESP  | 3:40,12    |
| 2     | Rachid El Basir    | MAR  | 3:40,62    |
| 3     | Mohamed Suleiman   | QAT  | 3:40,69    |
| 4     | Joseph Chesire     | KEN  | 3:41,12    |
| 5     | Jonah Birir        | KEN  | 3:41,27    |
| 6     | Jens-Peter Herold  | GER  | 3:41,53    |
| 7     | Noureddine Morceli | ALG  | 3:41,70    |
| 8     | Jim Spivey         | USA  | 3:41,74    |

Finale: 8. August, 20:15 Uhr

### 5000 m

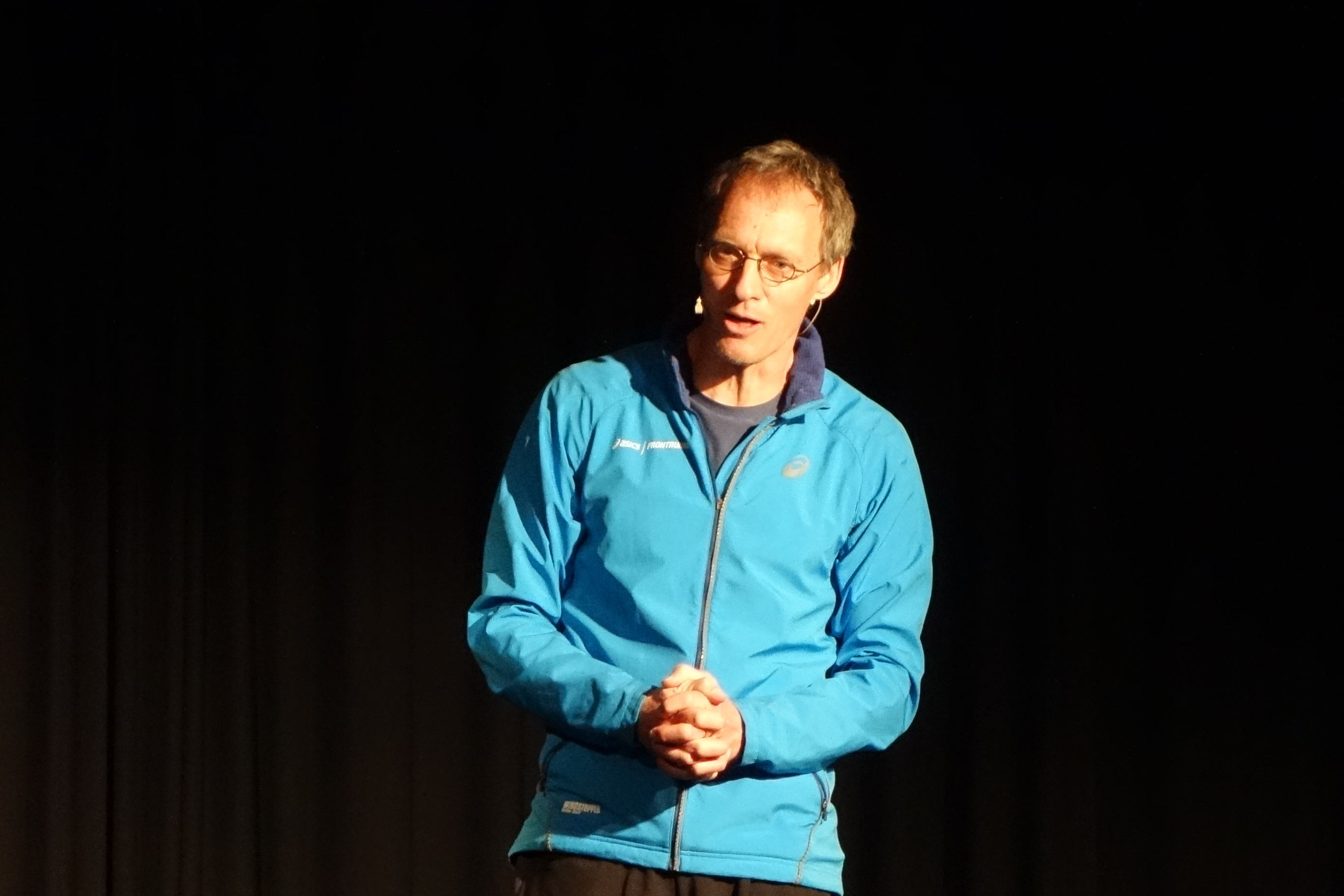
Gold gab es für den Olympiazweiten von 1988, Dieter Baumann (Foto: 2017)

| Platz | Athlet          | Land | Zeit (min) |
| ----- | --------------- | ---- | ---------- |
| 1     | Dieter Baumann  | GER  | 13:12,52   |
| 2     | Paul Bitok      | KEN  | 13:12,71   |
| 3     | Fita Bayisa     | ETH  | 13:13,08   |
| 4     | Brahim Boutayeb | MAR  | 13:13,27   |
| 5     | Yobes Ondieki   | KEN  | 13:17,50   |
| 6     | Worku Bikila    | ETH  | 13:23,52   |
| 7     | Robert Denmark  | GBR  | 13:27,76   |
| 8     | Abel Antón      | ESP  | 13:27,80   |

Finale: 8. August, 20:40 Uhr

### 10.000 m

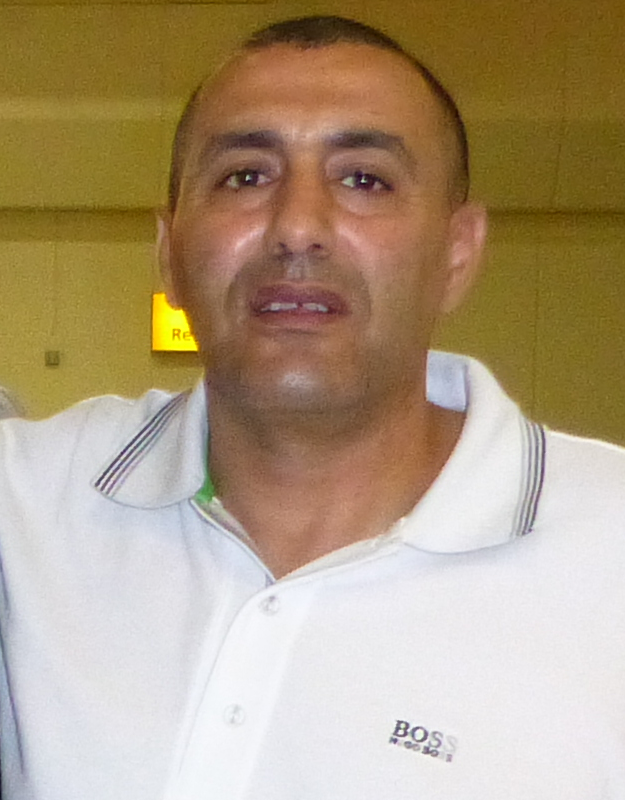
Khalid Skah (Foto: 2012) – zunächst wegen unerlaubter Unterstützung durch einen Teamkollegen disqualifiziert, dann doch zum Sieger erklärt

| Platz | Athlet           | Land | Zeit (min) |
| ----- | ---------------- | ---- | ---------- |
| 1     | Khalid Skah      | MAR  | 27:46,70   |
| 2     | Richard Chelimo  | KEN  | 27:47,72   |
| 3     | Addis Abebe      | ETH  | 28:00,07   |
| 4     | Salvatore Antibo | ITA  | 28:11,39   |
| 5     | Arturo Barrios   | MEX  | 28:17,79   |
| 6     | Germán Silva     | MEX  | 28:20,19   |
| 7     | William Koech    | KEN  | 28:25,18   |
| 8     | Moses Tanui      | KEN  | 28:27,11   |

Finale: 3. August, 22:15 Uhr

### Marathon

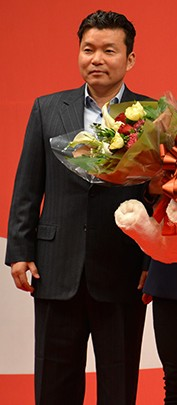
Olympiasieger Hwang Young-cho (hier im Jahr 2015)

| Platz | Athlet            | Land | Zeit (h) |
| ----- | ----------------- | ---- | -------- |
| 1     | Hwang Young-cho   | KOR  | 2:13:23  |
| 2     | Kōichi Morishita  | JPN  | 2:13:45  |
| 3     | Stephan Freigang  | GER  | 2:14:00  |
| 4     | Takeyuki Nakayama | JPN  | 2:14:02  |
| 5     | Salvatore Bettiol | ITA  | 2:14:15  |
| 6     | Salah Qoqaiche    | MAR  | 2:14:25  |
| 7     | Jan Huruk         | POL  | 2:14:32  |
| 8     | Hiromi Taniguchi  | JPN  | 2:14:42  |

Start: 9. August, 18:10 Uhr

### 110 m Hürden
| Platz | Athlet              | Land | Zeit (s) |
| ----- | ------------------- | ---- | -------- |
| 1     | Mark McKoy          | CAN  | 13,12    |
| 2     | Tony Dees           | USA  | 13,24    |
| 3     | Jack Pierce         | USA  | 13,26    |
| 4     | Tony Jarrett        | GBR  | 13,26    |
| 5     | Florian Schwarthoff | GER  | 13,29    |
| 6     | Emilio Valle        | CUB  | 13,41    |
| 7     | Colin Jackson       | GBR  | 13,46    |
| 8     | Hughie Teape        | GBR  | 14,00    |

Finale: 3. August, 20:15 Uhr
Wind: +0,8 m/s

### 400 m Hürden

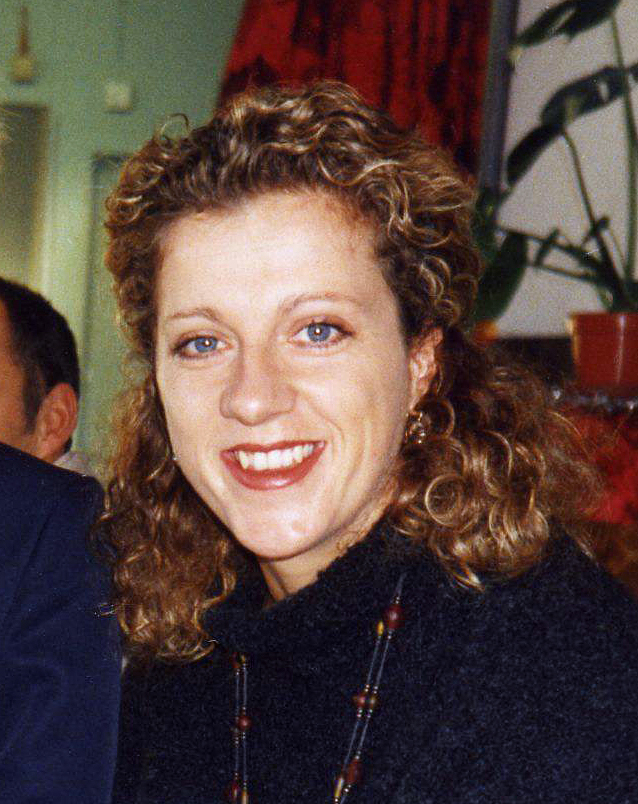
Olympiasiegerin Sally Gunnell

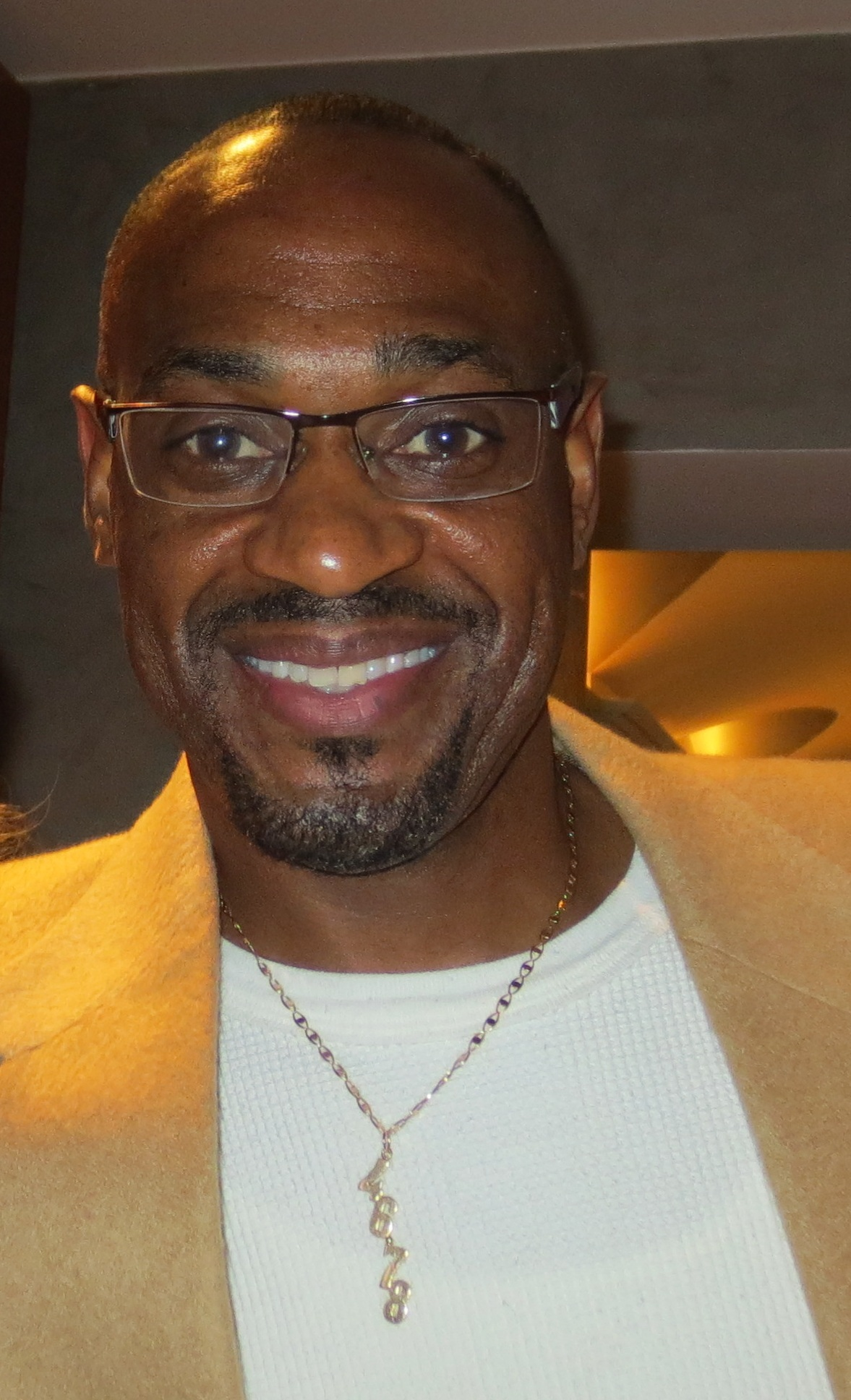
Kevin Young – Olympiasieger mit herausragender Leistung

| Platz | Athlet            | Land | Zeit (s) |
| ----- | ----------------- | ---- | -------- |
| 1     | Kevin Young       | USA  | 46,78 WR |
| 2     | Winthrop Graham   | JAM  | 47,66000 |
| 3     | Kriss Akabusi     | GBR  | 47,82000 |
| 4     | Stéphane Diagana  | FRA  | 48,13000 |
| 5     | Niklas Wallenlind | SWE  | 48,63000 |
| 6     | Oleh Twerdochleb  | EUN  | 48,63000 |
| 7     | Stéphane Caristan | FRA  | 48,86000 |
| 8     | David Patrick     | USA  | 49,26000 |

Finale: 6. August, 19:00 Uhr

### 3000 m Hindernis
| Platz | Athlet                  | Land | Zeit (min) |
| ----- | ----------------------- | ---- | ---------- |
| 1     | Matthew Kiprotich Birir | KEN  | 8:08,84    |
| 2     | Patrick Sang            | KEN  | 8:09,55    |
| 3     | William Mutwol          | KEN  | 8:10,74    |
| 4     | Alessandro Lambruschini | ITA  | 8:15,52    |
| 5     | Steffen Brand           | GER  | 8:16,60    |
| 6     | Tom Hanlon              | GBR  | 8:18,14    |
| 7     | Brian Diemer            | USA  | 8:18,77    |
| 8     | Azzedine Brahmi         | ALG  | 8:20,71    |

Finale: 7. August, 21:05 Uhr

### 4 × 100 m Staffel
| Platz | Land           | Athleten | Zeit (s) |
| ----- | -------------- | --- | -------- |
| 1     | USA            | Michael Marsh Leroy Burrell Dennis Mitchell Carl Lewis (Halbfinale/Finale) in den Vorläufen außerdem: James Jett        | 37,40 WR |
| 2     | Nigeria        | Oluyemi Kayode (Halbfinale/Finale) Chidi Imoh Olapade Adeniken Davidson Ezinwa in den Vorläufen außerdem: Osmond Ezinwa | 37,98000 |
| 3     | Kuba           | Andrés Simón Joel Lamela Joel Isasi Jorge Aguilera                                                                      | 38,00000 |
| 4     | Großbritannien | Marcus Adam Tony Jarrett John Regis (Halbfinale/Finale) Linford Christie in den Vorläufen außerdem: Jason John          | 38,08000 |
| 5     | Vereintes Team | Pawel Galkin Edwin Iwanow Andrei Fedoriw Witali Sawin                                                                   | 38,17000 |
| 6     | Japan          | Shinji Aoto Hisatsugu Suzuki Satoru Inoue Tatsuo Sugimoto                                                               | 38,77000 |
| 7     | Österreich     | Christoph Pöstinger Thomas Renner Andreas Berger Franz Ratzenberger                                                     | 39,30000 |
| 8     | Elfenbeinküste | Frank Waota Jean-Olivier Zirignon Gilles Bogui Ouattara Lagazane                                                        | 39,31000 |

Finale: 8. August, 19:20 Uhr

### 4 × 400 m Staffel
| Platz | Land                | Athleten | Zeit (min) |
| ----- | ------------------- | --- | ---------- |
| 1     | USA                 | Andrew Valmon (Finale) Quincy Watts Michael Johnson Steve Lewis (Finale) in den Vorläufen außerdem: Charles Jenkins Darnell Hall | 2:55,74 WR |
| 2     | Kuba                | Lázaro Martínez Héctor Herrera Norberto Téllez Roberto Hernández                                                                 | 2:59,51000 |
| 3     | Großbritannien      | Roger Black David Grindley (Finale) Kriss Akabusi John Regis (Finale) in den Vorläufen außerdem: Du’aine Ladejo Mark Richardson  | 2:59,73000 |
| 4     | Brasilien           | Robson da Silva (Finale) Ediélson Rocha Sérgio de Menezes Sidney de Souza in den Vorläufen außerdem: Eronilde de Araújo          | 3:01,61000 |
| 5     | Nigeria             | Udeme Ekpeyong Emmanuel Okoli Hassan Bosso Sunday Bada                                                                           | 3:01,71000 |
| 6     | Italien             | Alessandro Aimar Marco Vaccari Fabio Grossi Andrea Nuti                                                                          | 3:02,18000 |
| 7     | Trinidad und Tobago | Alvin Daniel Patrick Delice Neil de Silva Ian Morris                                                                             | 3:03,31000 |
| DNF   | Kenia               | Samson Kitur Abednego Matilu (Finale) Simon Kipkemboi Simon Kemboi in den Vorläufen außerdem: David Kitur                        |            |

Finale: 8. August, 21:40 Uhr

### 20 km Gehen
| Platz | Athlet                 | Land | Zeit (h) |
| ----- | ---------------------- | ---- | -------- |
| 1     | Daniel Plaza           | ESP  | 1:21:45  |
| 2     | Guillaume LeBlanc      | CAN  | 1:22:25  |
| 3     | Giovanni De Benedictis | ITA  | 1:23:11  |
| 4     | Maurizio Damilano      | ITA  | 1:23:39  |
| 5     | Chen Shaoguo           | CHN  | 1:24:06  |
| 6     | James McDonald         | IRL  | 1:25:16  |
| 7     | Daniel García          | MEX  | 1:25:35  |
| 8     | Sándor Urbanik         | HUN  | 1:26:08  |

Start: 31. Juli, 19:15 Uhr

### 50 km Gehen
| Platz | Athlet                 | Land | Zeit (h) |
| ----- | ---------------------- | ---- | -------- |
| 1     | Andrei Perlow          | EUN  | 3:50:13  |
| 2     | Carlos Mercenario      | MEX  | 3:52:09  |
| 3     | Ronald Weigel          | GER  | 3:53:45  |
| 4     | Waleri Spizyn          | EUN  | 3:54:39  |
| 5     | Roman Mrázek           | TCH  | 3:55:21  |
| 6     | Hartwig Gauder         | GER  | 3:56:47  |
| 7     | Valentin Kononen       | FIN  | 3:57:21  |
| 8     | Miguel Ángel Rodríguez | MEX  | 3:58:20  |

Start: 7. August, 7:30 Uhr

### Hochsprung

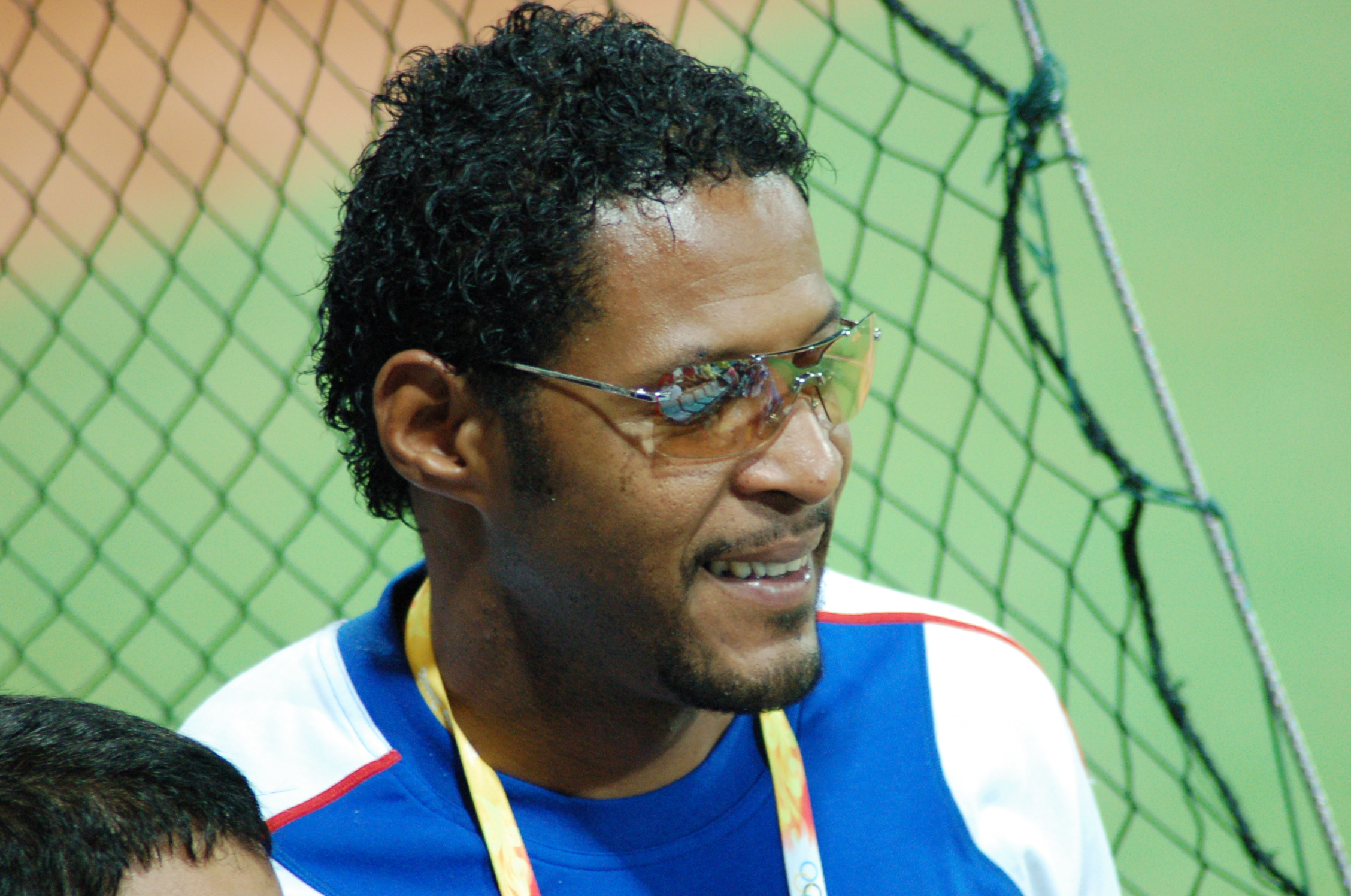
Olympiasieger Javier Sotomayor
(hier in einer Aufnahme des Jahres 2008)

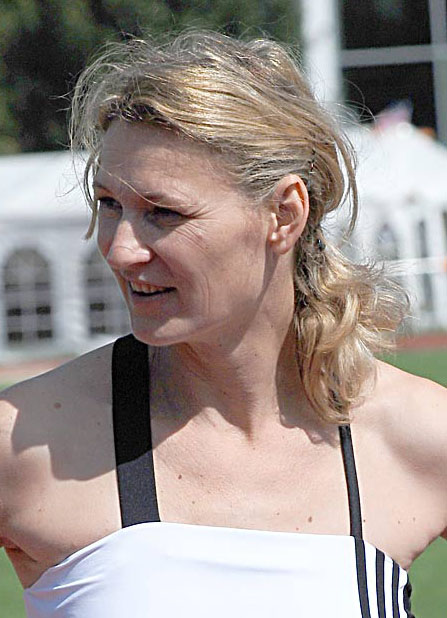
Olympiasiegerin Heike Henkel (Foto: 2007)

| Platz | Athlet           | Land | Höhe (m) |
| ----- | ---------------- | ---- | -------- |
| 1     | Javier Sotomayor | CUB  | 2,34     |
| 2     | Patrik Sjöberg   | SWE  | 2,34     |
| 3     | Artur Partyka    | POL  | 2,34     |
| 3     | Tim Forsyth      | AUS  | 2,34     |
| 3     | Hollis Conway    | USA  | 2,34     |
| 6     | Ralf Sonn        | GER  | 2,31     |
| 7     | Troy Kemp        | BAH  | 2,31     |
| 8     | Marino Drake     | CUB  | 2,28     |
| 8     | Charles Austin   | USA  | 2,28     |
| 8     | Dragutin Topić   | IOP  | 2,28     |

Finale: 2. August, 18:00 Uhr

### Stabhochsprung
| Platz | Athlet          | Land | Höhe (m) |
| ----- | --------------- | ---- | -------- |
| 1     | Maxim Tarassow  | EUN  | 5,80     |
| 2     | Igor Trandenkow | EUN  | 5,80     |
| 3     | Javier García   | ESP  | 5,75     |
| 4     | Kory Tarpenning | USA  | 5,75     |
| 5     | David Volz      | USA  | 5,65     |
| 6     | Asko Peltoniemi | FIN  | 5,60     |
| 7     | Philippe Collet | FRA  | 5,55     |
| 8     | Danny Krasnov   | ISR  | 5,40     |

Finale: 7. August, 17:00 Uhr

### Weitsprung

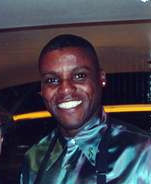
Carl Lewis – dritter Olympiasieg im Weitsprung, gleichzeitig achtes olympisches Gold für ihn

| Platz | Athlet                  | Land | Weite (m) |
| ----- | ----------------------- | ---- | --------- |
| 1     | Carl Lewis              | USA  | 8,67      |
| 2     | Mike Powell             | USA  | 8,64      |
| 3     | Joe Greene              | USA  | 8,34      |
| 4     | Iván Pedroso            | CUB  | 8,11      |
| 5     | Jaime Jefferson         | CUB  | 8,08      |
| 6     | Konstandinos Koukodimos | GRE  | 8,04      |
| 7     | Dmitri Bagrjanow        | EUN  | 7,98      |
| 8     | Huang Geng              | CHN  | 7,87      |

Finale: 6. August, 18:50 Uhr

### Dreisprung
| Platz | Athlet              | Land | Weite (m) |
| ----- | ------------------- | ---- | --------- |
| 1     | Mike Conley         | USA  | 18,17 w   |
| 2     | Charles Simpkins    | USA  | 17,6000   |
| 3     | Frank Rutherford    | BAH  | 17,3600   |
| 4     | Leonid Woloschin    | EUN  | 17,3200   |
| 5     | Brian Wellman       | BER  | 17,2400   |
| 6     | Yoelbi Quesada      | CUB  | 17,1800   |
| 7     | Alexander Kowalenko | EUN  | 17,0600   |
| 8     | Zou Sixin           | CHN  | 17,0000   |

Finale: 3. August, 19:30 Uhr
Mike Conleys Siegesweite von 18,17 m war windbegünstigt und deshalb nicht rekordfähig. Conley hatte in seinem zweiten Versuch unter regulären Bedingungen mit 17,63 m einen neuen olympischen Rekord aufgestellt.

### Kugelstoßen
| Platz | Athlet             | Land | Weite (m) |
| ----- | ------------------ | ---- | --------- |
| 1     | Mike Stulce        | USA  | 21,70     |
| 2     | Jim Doehring       | USA  | 20,96     |
| 3     | Wjatscheslaw Lycho | EUN  | 20,94     |
| 4     | Werner Günthör     | SUI  | 20,91     |
| 5     | Ulf Timmermann     | GER  | 20,49     |
| 6     | Klaus Bodenmüller  | AUT  | 20,48     |
| 7     | Dragan Perić       | IOP  | 20,32     |
| 8     | Oleksandr Klymenko | EUN  | 20,23     |

Finale: 31. Juli, 18:55 Uhr

### Diskuswurf

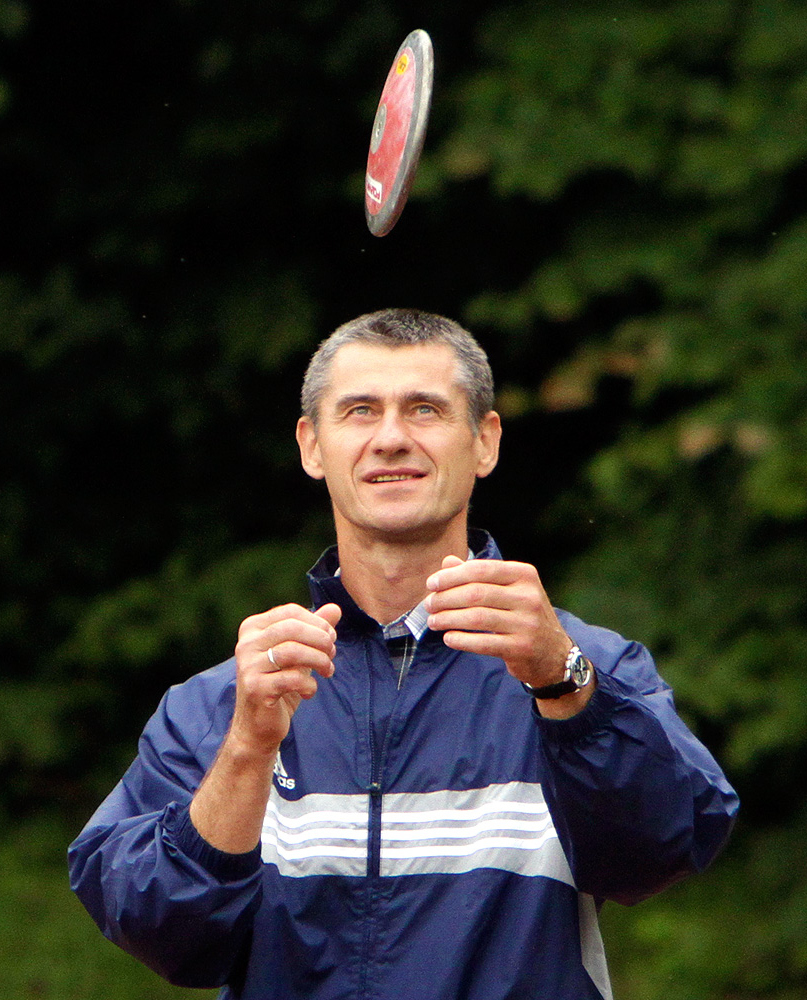
Olympiasieger Romas Ubartas (hier im Jahr 2011)

| Platz | Athlet               | Land | Weite (m) |
| ----- | -------------------- | ---- | --------- |
| 1     | Romas Ubartas        | LTU  | 65,12     |
| 2     | Jürgen Schult        | GER  | 64,94     |
| 3     | Roberto Moya         | CUB  | 64,12     |
| 4     | Costel Grasu         | ROM  | 62,86     |
| 5     | Attila Horváth       | HUN  | 62,82     |
| 6     | Juan Martínez        | CUB  | 62,64     |
| 7     | Dmytro Kowzun        | EUN  | 62,04     |
| 8     | Dmitri Schewtschenko | EUN  | 61,78     |

Finale: 5. August, 19:30 Uhr

### Hammerwurf
| Platz | Athlet             | Land | Weite (m) |
| ----- | ------------------ | ---- | --------- |
| 1     | Andrei Abduwalijew | EUN  | 82,54     |
| 2     | Ihar Astapkowitsch | EUN  | 81,96     |
| 3     | Igor Nikulin       | EUN  | 81,38     |
| 4     | Tibor Gécsek       | HUN  | 77,78     |
| 5     | Jüri Tamm          | EST  | 77,52     |
| 6     | Heinz Weis         | GER  | 76,90     |
| 7     | Lance Deal         | USA  | 76,84     |
| 8     | Sean Carlin        | AUS  | 76,16     |

Finale: 2. August, 16:30 Uhr
Doping:
Der zunächst viertplatzierte US-Amerikaner Jud Logan wurde nachträglich wegen der Einnahme von Clenbuterol disqualifiziert und in der Folge für vier Jahre gesperrt.

### Speerwurf

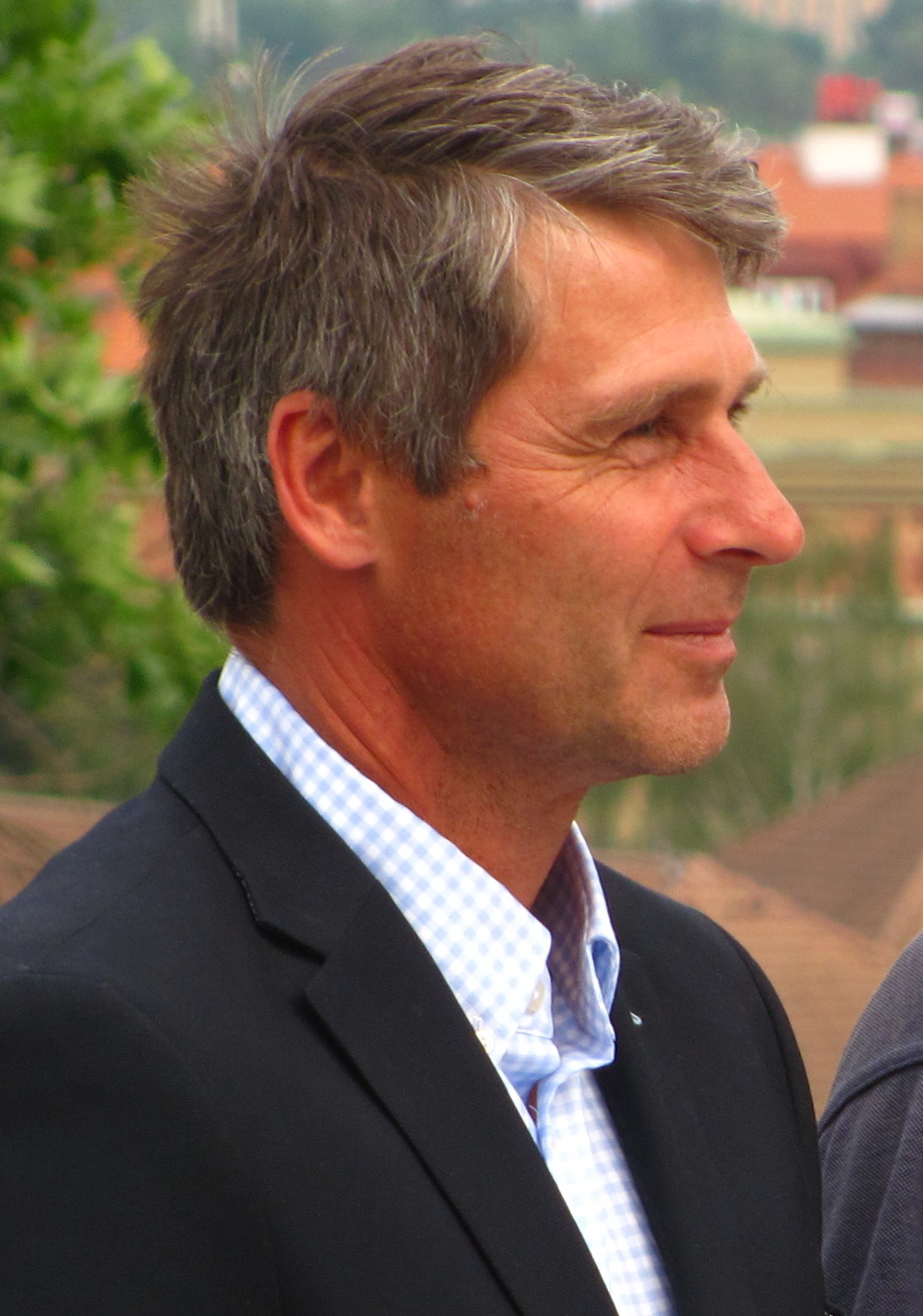
Erster von drei Olympiasiegen für den Olympiazweiten von 1988 Jan Železný

| Platz | Athlet             | Land | Weite (m) |
| ----- | ------------------ | ---- | --------- |
| 1     | Jan Železný        | TCH  | 89,66 OR  |
| 2     | Seppo Räty         | FIN  | 86,60000  |
| 3     | Steve Backley      | GBR  | 83,38000  |
| 4     | Kimmo Kinnunen     | FIN  | 82,62000  |
| 5     | Sigurður Einarsson | ISL  | 80,34000  |
| 6     | Juha Laukkanen     | FIN  | 79,20000  |
| 7     | Michael Barnett    | USA  | 78,64000  |
| 8     | Andrei Schewtschuk | EUN  | 77,74000  |

Finale: 8. August, 18:55 Uhr

### Zehnkampf
| Platz | Athlet           | Land | Punkte |
| ----- | ---------------- | ---- | ------ |
| 1     | Robert Změlík    | TCH  | 8611   |
| 2     | Antonio Peñalver | ESP  | 8412   |
| 3     | Dave Johnson     | USA  | 8309   |
| 4     | Dezső Szabó      | HUN  | 8199   |
| 5     | Robert Muzzio    | USA  | 8195   |
| 6     | Paul Meier       | GER  | 8192   |
| 7     | William Motti    | FRA  | 8164   |
| 8     | Ramil Ganijew    | EUN  | 8160   |

5. und 6. August

## Resultate Frauen

### 100 m
| Platz | Athletin        | Land | Zeit (s) |
| ----- | --------------- | ---- | -------- |
| 1     | Gail Devers     | USA  | 10,82    |
| 2     | Juliet Cuthbert | JAM  | 10,83    |
| 3     | Irina Priwalowa | EUN  | 10,84    |
| 4     | Gwen Torrence   | USA  | 10,86    |
| 5     | Merlene Ottey   | JAM  | 10,88    |
| 6     | Anelija Nunewa  | BUL  | 11,10    |
| 7     | Mary Onyali     | NGR  | 11,15    |
| 8     | Liliana Allen   | CUB  | 11,19    |

Finale: 1. August, 19:45 Uhr
Wind: −1,0 m/s

### 200 m
| Platz | Athletin            | Land | Zeit (s) |
| ----- | ------------------- | ---- | -------- |
| 1     | Gwen Torrence       | USA  | 21,81    |
| 2     | Juliet Cuthbert     | JAM  | 22,02    |
| 3     | Merlene Ottey       | JAM  | 22,09    |
| 4     | Irina Priwalowa     | EUN  | 22,19    |
| 5     | Carlette Guidry     | USA  | 22,30    |
| 6     | Grace Jackson       | JAM  | 22,58    |
| 7     | Michelle Finn       | USA  | 22,61    |
| 8     | Galina Maltschugina | EUN  | 22,63    |

Finale: 6. August, 18:25 Uhr
Wind: −0,6 m/s

### 400 m

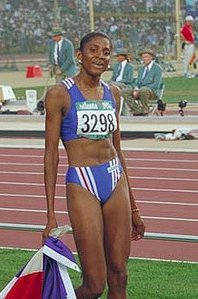
Favoritensieg für Marie-José Pérec

| Platz | Athletin                   | Land | Zeit (s) |
| ----- | -------------------------- | ---- | -------- |
| 1     | Marie-José Perec           | FRA  | 48,83    |
| 2     | Olha Wladykina-Bryshina    | EUN  | 49,05    |
| 3     | Ximena Restrepo            | COL  | 49,64    |
| 4     | Olga Nasarowa              | EUN  | 49,69    |
| 5     | Jillian Richardson-Briscoe | CAN  | 49,93    |
| 6     | Rochelle Stevens           | USA  | 50,11    |
| 7     | Sandie Richards            | JAM  | 50,19    |
| 8     | Phylis Smith               | GBR  | 50,87    |

Finale: 5. August, 20:50 Uhr

### 800 m
| Platz | Athletin               | Land | Zeit (min) |
| ----- | ---------------------- | ---- | ---------- |
| 1     | Ellen van Langen       | NED  | 1:55,54    |
| 2     | Lilija Nurutdinowa     | EUN  | 1:55,99    |
| 3     | Ana Fidelia Quirot     | CUB  | 1:56,80    |
| 4     | Inna Jewsejewa         | EUN  | 1:57,20    |
| 5     | Maria de Lurdes Mutola | MOZ  | 1:57,49    |
| 6     | Ella Kovacs            | ROU  | 1:57,95    |
| 7     | Joetta Clark           | USA  | 1:58,06    |
| 8     | Ljubow Gurina          | EUN  | 1:58,13    |

Finale: 3. August, 19:55 Uhr

### 1500 m
| Platz | Athletin                     | Land | Zeit (min) |
| ----- | ---------------------------- | ---- | ---------- |
| 1     | Hassiba Boulmerka            | ALG  | 3:55,30    |
| 2     | Ljudmila Rogatschowa         | EUN  | 3:56,91    |
| 3     | Qu Yunxia                    | CHN  | 3:57,08    |
| 4     | Tetjana Samolenko-Dorowskych | EUN  | 3:57,92    |
| 5     | Liu Li                       | CHN  | 4:00,20    |
| 6     | Maite Zúñiga                 | ESP  | 4:00,59    |
| 7     | Małgorzata Rydz              | POL  | 4:01,91    |
| 8     | Jekaterina Podkopajewa       | EUN  | 4:02,03    |

Finale: 8. August, 19:50 Uhr

### 3000 m

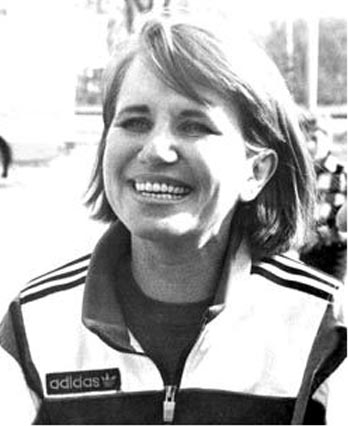
Jelena Romanowa – Olympiasiegerin mit starkem Finish

| Platz | Athletin                     | Land | Zeit (min) |
| ----- | ---------------------------- | ---- | ---------- |
| 1     | Jelena Romanowa              | EUN  | 8:46,04    |
| 2     | Tetjana Samolenko-Dorowskych | EUN  | 8:46,85    |
| 3     | Angela Chalmers              | CAN  | 8:47,22    |
| 4     | Sonia O’Sullivan             | IRL  | 8:47,41    |
| 5     | PattiSue Plumer              | USA  | 8:48,29    |
| 6     | Jelena Kopytowa              | EUN  | 8:49,55    |
| 7     | Shelly Steeley               | USA  | 8:52,67    |
| 8     | Yvonne Murray                | GBR  | 8:55,85    |

Finale: 2. August, 21:00 Uhr

### 10.000 m
| Platz | Athletin         | Land | Zeit (min) |
| ----- | ---------------- | ---- | ---------- |
| 1     | Derartu Tulu     | ETH  | 31:06,02   |
| 2     | Elana Meyer      | RSA  | 31:11,75   |
| 3     | Lynn Jennings    | USA  | 31:19,80   |
| 4     | Zhong Huandi     | CHN  | 31:21,08   |
| 5     | Liz McColgan     | GBR  | 31:26,11   |
| 6     | Wang Xiuting     | CHN  | 31:28,06   |
| 7     | Uta Pippig       | GER  | 31:36,45   |
| 8     | Judi St. Hilaire | USA  | 31:38,04   |

Finale: 7. August, 18:30 Uhr

### Marathon
| Platz | Athletin              | Land | Zeit (h) |
| ----- | --------------------- | ---- | -------- |
| 1     | Walentina Jegorowa    | EUN  | 2:32:41  |
| 2     | Yūko Arimori          | JPN  | 2:32:49  |
| 3     | Lorraine Moller       | NZL  | 2:32:59  |
| 4     | Sachiko Yamashita     | JPN  | 2:36:26  |
| 5     | Katrin Dörre          | GER  | 2:36:48  |
| 6     | Mun Gyong-ae          | PRK  | 2:37:03  |
| 7     | Maria Manuela Machado | POR  | 2:38:22  |
| 8     | Ramilja Burangulowa   | EUN  | 2:38:46  |

Start: 1. August, 18:30 Uhr
Doping:

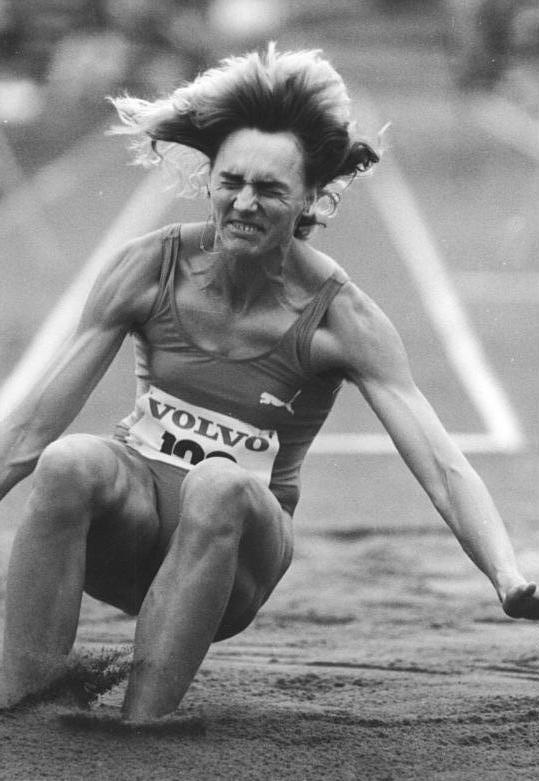
Olympiasiegerin wurde die Mitfavoritin Heike Drechsler

Die zunächst viertplatzierte Belarussin Madina Biktagirowa wurde wegen Verstoßes gegen die Anti-Dopingbestimmungen mittels Norephedrin disqualifiziert und für drei Monate gesperrt.

### 100 m Hürden

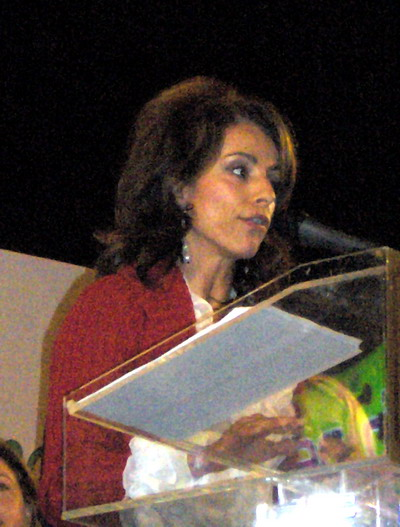
Überraschungsolympiasiegerin Paraskevi Patoulidou (hier in einer Aufnahme des Jahres 2006)

| Platz | Athletin             | Land | Zeit (s) |
| ----- | -------------------- | ---- | -------- |
| 1     | Paraskevi Patoulidou | GRE  | 12,64    |
| 2     | LaVonna Martin       | USA  | 12,69    |
| 3     | Jordanka Donkowa     | BUL  | 12,70    |
| 4     | Lynda Tolbert        | USA  | 12,75    |
| 5     | Gail Devers          | USA  | 12,75    |
| 6     | Aliuska López        | CUB  | 12,87    |
| 7     | Natalja Kolowanowa   | EUN  | 13,01    |
| 8     | Odalys Adams         | CUB  | 13,57    |

Finale: 6. August, 20:10 Uhr
Wind: +0,4 m/s

### 400 m Hürden
| Platz | Athletin                       | Land | Zeit (s) |
| ----- | ------------------------------ | ---- | -------- |
| 1     | Sally Gunnell                  | GBR  | 53,23    |
| 2     | Sandra Farmer-Patrick          | USA  | 53,69    |
| 3     | Janeene Vickers                | USA  | 54,31    |
| 4     | Tazzjana Ljadouskaja           | EUN  | 54,31    |
| 5     | Wera Ordina                    | EUN  | 54,83    |
| 6     | Margarita Chromowa-Ponomarjowa | EUN  | 54,83    |
| 7     | Deon Hemmings                  | JAM  | 55,58    |
| DNF   | Myrtle Bothma                  | RSA  |          |

Finale: 5. August, 19:40 Uhr

### 4 × 100 m Staffel
| Platz | Land           | Athletinnen                                                                                                 | Zeit (s) |
| ----- | -------------- | --- | -------- |
| 1     | USA            | Evelyn Ashford Esther Jones Carlette Guidry Gwen Torrence (Finale) in den Vorläufen außerdem: Michelle Finn | 42,11    |
| 2     | Vereintes Team | Olga Bogoslowskaja Galina Maltschugina Marina Trandenkowa Irina Priwalowa                                   | 42,16    |
| 3     | Nigeria        | Beatrice Utondu Faith Idehen Christy Opara-Thompson Mary Onyali                                             | 42,81    |
| 4     | Frankreich     | Patricia Girard Odiah Sidibé Laurence Bily Marie-José Pérec                                                 | 42,85    |
| 5     | Deutschland    | Andrea Philipp Silke-Beate Knoll Andrea Thomas Sabine Günther                                               | 43,12    |
| 6     | Australien     | Melissa Moore Melinda Gainsford Kathy Sambell Kerry Johnson                                                 | 43,77    |
| DNF   | Kuba           | Eusebia Riquelme Aliuska López Idalmis Bonne Liliana Allen                                                  |          |
| DNF   | Jamaika        | Michelle Freeman Juliet Cuthbert Dahlia Duhaney Merlene Ottey                                               |          |

Finale: 8. August, 19:00 Uhr

### 4 × 400 m Staffel
| Platz | Land           | Athletinnen | Zeit (min) |
| ----- | -------------- | --- | ---------- |
| 1     | Vereintes Team | Jelena Rusina Ljudmyla Dschyhalowa Olga Nasarowa (Finale) Olha Bryshina (Finale) in den Vorläufen außerdem: Marina Schmonina Lilija Nurutdinowa | 3:20,20    |
| 2     | USA            | Natasha Kaiser Gwen Torrence (Finale) Jearl Miles Rochelle Stevens (Finale) in den Vorläufen außerdem: Dannette Young Denean Hill               | 3:20,92    |
| 3     | Großbritannien | Phylis Smith Sandra Douglas Jennifer Stoute Sally Gunnell                                                                                       | 3:24,23    |
| 4     | Kanada         | Rosaline Edeh Charmaine Crooks Camille Noel Jill Richardson-Briscoe (Finale) in den Vorläufen außerdem: Karen Clarke                            | 3:25,20    |
| 5     | Jamaika        | Catherine Scott Cathy Rattray-Williams Juliet Campbell Sandie Richards (Finale) in den Vorläufen außerdem: Claudine Williams                    | 3:25,68    |
| 6     | Deutschland    | Uta Rohländer Heike Meißner Linda Kisabaka Anja Rücker                                                                                          | 3:26,37    |
| 7     | Australien     | Cathy Freeman Susan Andrews Renée Poetschka Michelle Lock                                                                                       | 3:26,42    |
| 8     | Portugal       | Marta Moreira Lucrécia Jardim Elsa Amaral Eduarda Coelho                                                                                        | 3:36,85    |

Finale: 8. August, 21:15 Uhr

### 10 km Gehen
| Platz | Athletin          | Land | Zeit (min) |
| ----- | ----------------- | ---- | ---------- |
| 1     | Chen Yueling      | CHN  | 44:32 OR   |
| 2     | Jelena Nikolajewa | EUN  | 44:33000   |
| 3     | Li Chunxiu        | CHN  | 44:41000   |
| 4     | Sari Essayah      | FIN  | 45:08000   |
| 5     | Cui Yingzi        | CHN  | 45:15000   |
| 6     | Madelein Svensson | SWE  | 45:17000   |
| 7     | Annarita Sidoti   | ITA  | 45:23000   |
| 8     | Jelena Saiko      | EUN  | 45:28000   |

Start: 3. August, 19:50 Uhr

### Hochsprung
| Platz | Athletin           | Land | Höhe (m) |
| ----- | ------------------ | ---- | -------- |
| 1     | Heike Henkel       | GER  | 2,02     |
| 2     | Galina Astafei     | ROU  | 2,00     |
| 3     | Ioamnet Quintero   | CUB  | 1,97     |
| 4     | Stefka Kostadinowa | BUL  | 1,94     |
| 5     | Sigrid Kirchmann   | AUT  | 1,94     |
| 6     | Silvia Costa       | CUB  | 1,94     |
| 7     | Megumi Satō        | JPN  | 1,91     |
| 8     | Alison Inverarity  | AUS  | 1,91     |

Finale: 8. August, 18:30 Uhr

### Weitsprung
| Platz | Athletin             | Land | Weite (m) |
| ----- | -------------------- | ---- | --------- |
| 1     | Heike Drechsler      | GER  | 7,14      |
| 2     | Inessa Krawez        | EUN  | 7,12      |
| 3     | Jackie Joyner-Kersee | USA  | 7,07      |
| 4     | Mirela Dulgheru      | ROU  | 6,71      |
| 5     | Irina Muschailowa    | EUN  | 6,68      |
| 6     | Sharon Couch-Jewell  | USA  | 6,66      |
| 7     | Sheila Echols        | USA  | 6,62      |
| 8     | Susen Tiedtke        | GER  | 6,60      |

Finale: 7. August, 18:55 Uhr
Die zunächst viertplatzierte Litauerin Nijolė Medvedeva wurde wegen Verstoßes gegen die Anti-Dopingbestimmungen disqualifiziert.

### Kugelstoßen
| Platz | Athletin            | Land | Weite (m) |
| ----- | ------------------- | ---- | --------- |
| 1     | Swetlana Kriweljowa | EUN  | 21,06     |
| 2     | Huang Zhihong       | CHN  | 20,47     |
| 3     | Kathrin Neimke      | GER  | 19,78     |
| 4     | Belsy Laza          | CUB  | 19,70     |
| 5     | Zhou Tianhua        | CHN  | 19,26     |
| 6     | Swetla Mitkowa      | BUL  | 19,23     |
| 7     | Stephanie Storp     | GER  | 19,10     |
| 8     | Wita Pawlysch       | EUN  | 18,69     |

Finale: 7. August, 18:55 Uhr
Die Weltrekordinhaberin Natalja Lissowskaja wurde Neunte mit 18,60 m. Sie blieb damit 4,03 Meter unter ihrem Weltrekord von 1987.

### Diskuswurf
| Platz | Athletin              | Land | Weite (m) |
| ----- | --------------------- | ---- | --------- |
| 1     | Maritza Martén        | CUB  | 70,06     |
| 2     | Zwetanka Christowa    | BUL  | 67,78     |
| 3     | Daniela Costian       | AUS  | 66,20     |
| 4     | Larissa Korotkewitsch | EUN  | 65,52     |
| 5     | Olga Burowa           | EUN  | 64,02     |
| 6     | Hilda Ramos           | CUB  | 63,80     |
| 7     | Iryna Jattschanka     | EUN  | 63,74     |
| 8     | Stefanija Simowa      | BUL  | 63,42     |

Finale: 3. August, 18:50 Uhr

### Speerwurf
| Platz | Athletin             | Land | Weite (m) |
| ----- | -------------------- | ---- | --------- |
| 1     | Silke Renk           | GER  | 68,34     |
| 2     | Natallja Schykalenka | EUN  | 68,26     |
| 3     | Karen Forkel         | GER  | 66,86     |
| 4     | Tessa Sanderson      | GBR  | 63,58     |
| 5     | Trine Hattestad      | NOR  | 63,54     |
| 6     | Heli Rantanen        | FIN  | 62,34     |
| 7     | Petra Felke-Meier    | GER  | 59,02     |
| 8     | Dulce García         | CUB  | 58,26     |

Finale: 1. August, 19:20 Uhr

### Siebenkampf

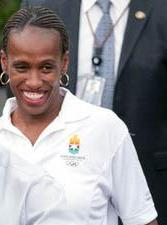
Dritter Olympiasieg für Jackie Joyner-Kersee (Foto: 2009)

| Platz | Athletin             | Land | Punkte |
| ----- | -------------------- | ---- | ------ |
| 1     | Jackie Joyner-Kersee | USA  | 7044   |
| 2     | Irina Belowa         | EUN  | 6845   |
| 3     | Sabine Braun         | GER  | 6649   |
| 4     | Liliana Năstase      | ROU  | 6619   |
| 5     | Swetla Dimitrowa     | BUL  | 6464   |
| 6     | Peggy Beer           | GER  | 6434   |
| 7     | Birgit Clarius       | GER  | 6388   |
| 8     | Urszula Włodarczyk   | POL  | 6333   |

1. und 2. August

## Video
- Official Full Film - Barcelona 1992 Olympic Games, youtube.com, abgerufen am 1. Januar 2022